# Rückersdorfer Forst

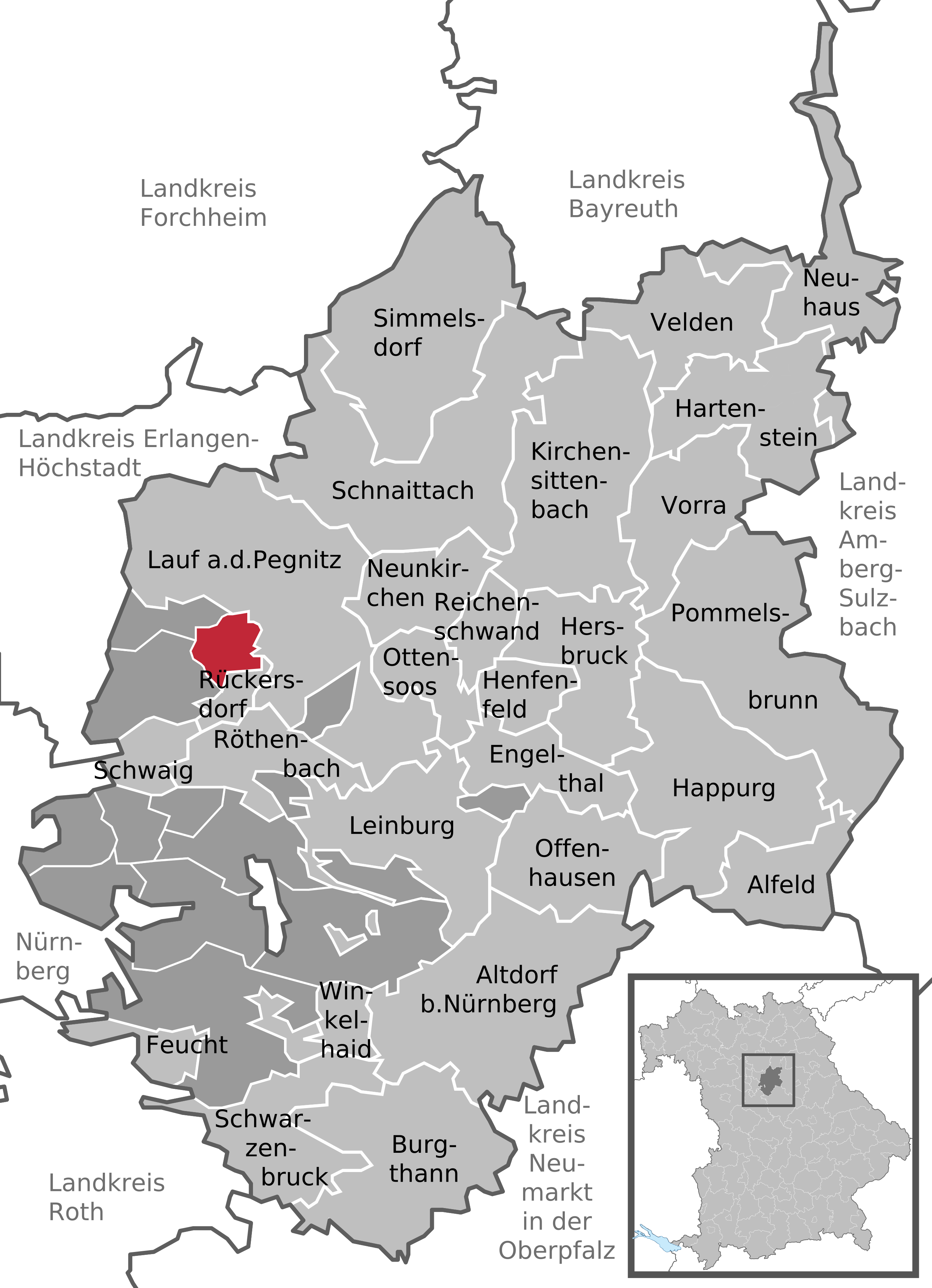
Lage des Rückersdorfer Forsts im Landkreis Nürnberger Land

Rückersdorfer Forst ist ein gemeindefreies Gebiet und eine Gemarkung im mittelfränkischen Landkreis Nürnberger Land. Das gemeindefreies Gebiet hat eine Fläche von 5,15 km². Die Gemarkung hat eine Fläche von 5,202 km². Sie ist in 23 Flurstücke aufgeteilt, die eine durchschnittliche Flurstücksfläche von 226158,37 m² haben. Gemarkungsteil 1 entspricht dem gemeindefreien Gebiet, Gemarkungsteil 0 liegt im Gemeindegebiet von Rückersdorf.

## Geographie
Der Staatsforst ist ein nördlich von Rückersdorf gelegener Teil des Sebalder Reichswaldes. Im Norden grenzt der Günthersbühler Forst, im Osten die Laufer Gemeindeteile Rudolfshof und Kotzenhof der Stadt Lauf an der Pegnitz an, im Süden die Rückersdorfer Gemeindeteile Ludwigshöhe und Strengenberg und im Westen der Behringersdorfer Forst.
Der Buchberg ist mit 400 m ü. NHN eine der höchsten Erhebungen in dem Gebiet.
Das Gebiet wird im Süden vom in die Pegnitz entwässernden Hirschbrunnengraben, im Norden vom Grenzgraben und im Osten vom Kreuzgraben und dem Brunnwieselgraben durchflossen, die alle in den östlich liegenden Bitterbach entwässern.
Der Brunnwieselgraben entsteht auf etwa 368 m ü. NHN im Rückersdorfer Forst am Sattel zwischen Schmalzberg (406 m ü. NHN) und Buchberg (400 m ü. NHN), der Kreuzgraben als der bedeutendere Oberlauf des Brunnwieselgrabens entspringt auf etwa 383 m ü. NHN dem Unteren Schnackenbrunnen am Nordabfall des Buchbergs und entwässert große Teile des Forsts. Der Grenzgraben entsteht auf etwa 380 m ü. NHN am Südosthang des Hinteren Steinbergs und ist fast bis zuletzt Gemeindegrenze zwischen dem Rückersdorfer und dem Günthersbühler Forst.